# Colpophyllia natans
Colpophyllia natans is een rifkoralensoort uit de familie van de Mussidae. De wetenschappelijke naam van de soort is voor het eerst geldig gepubliceerd in 1772 door Maarten Houttuyn. De soort komt voor in de Caraïbische Zee, de Golf van Mexico en bij Florida en de Bahama's. De soort staat op de Rode Lijst van de IUCN geklasseerd als 'niet bedreigd'.